# Municipio de Arveson
El municipio de Arveson (en inglés: Arveson Township) es un municipio ubicado en el condado de Kittson en el estado estadounidense de Minnesota. En el año 2010 tenía una población de 96 habitantes y una densidad poblacional de 1,07 personas por km².

## Geografía
El municipio de Arveson se encuentra ubicado en las coordenadas 48°35′3″N 96°28′2″O / 48.58417, -96.46722. Según la Oficina del Censo de los Estados Unidos, el municipio tiene una superficie total de 89.49 km², de la cual 88,58 km² corresponden a tierra firme y (1,02 %) 0,91 km² es agua.

## Demografía
Según el censo de 2010, había 96 personas residiendo en el municipio de Arveson. La densidad de población era de 1,07 hab./km². De los 96 habitantes, el municipio de Arveson estaba compuesto por el 100 % blancos. Del total de la población el 0 % eran hispanos o latinos de cualquier raza.